# Kentucky Futurity
Kentucky Futurity är ett travlopp för treåriga varmblodiga hästar. Loppet är ett sprinterlopp över 1609 meter med autostart som körs på The Red Mile i Lexington i USA i oktober varje år. Loppet har en samlad prissumma på 450 000 dollar.
Första upplagan av Kentucky Futurity kördes den 9 oktober 1893. Kentucky Futurity räknas som världens äldsta klassiska travlopp.

## Triple Crown
Loppen Hambletonian Stakes, Yonkers Trot och Kentucky Futurity utgör de tre Triple Crown-loppen inom amerikansk travsport. När en travare vinner samtliga dessa tre lopp under sin treåringssäsong innebär det att hästen får en Triple Crown. Nio travare har lyckats med bedriften sedan starten: Scott Frost (1955), Speedy Scot (1963), Ayres (1964), Nevele Pride (1968), Lindy's Pride (1969), Super Bowl (1972), Windsong's Legacy (2004), Glidemaster (2006) och Marion Marauder (2016).
Under perioden 2006-2016 var det Stefan Melanders Nuncio som var närmast att ta en Triple Crown då han kom tvåa, slagen med en halv längd av Trixton, i 2014 års upplaga av Hambletonian Stakes. Nuncio vann sedan både Kentucky Futurity och Yonkers Trot.
Även Åke Svanstedts Six Pack har varit nära att ta en Triple Crown, då denne vunnit både Yonkers Trot och Kentucky Futurity under 2018. När Six Pack vann Kentucky Futurity gjorde han det på tiden 1:49,1 (1,07,9), vilket var det snabbaste en treåring någonsin sprungit. Tyvärr galopperade hästen i försöksheatet till Hambletonian Stakes.

## Segrare
Källa:
| År   | Vinnare           | Efter            | Kusk              | Tränare                | Tid    | Tvåa              | Trea              |
| ---- | ----------------- | ---------------- | ----------------- | ---------------------- | ------ | ----------------- | ----------------- |
| 2023 | Tactical Approach | Tactical Landing | Scott Zeron       | Nancy Takter           | 1:52.0 | French Wine       | Celebrity Bambino |
| 2022 | Rebuff            | Muscle Hill      | Tim Tetrick       | Lucas Wallin           | 1:50.3 | Temporal Hanover  | Cool Papa Bell    |
| 2021 | Jujubee           | Creatine         | Andrew Mccarthy   | Greg Wright            | 1:49.3 | Cuatro de Julio   | Fly Light         |
| 2020 | Amigo Volo        | Father Patrick   | Dexter Dunn       | Richard "Nifty" Norman | 1:51.0 | El Ideal          | Third Shift       |
| 2019 | Greenshoe         | Father Patrick   | Brian Sears       | Marcus Melander        | 1:51.1 | Don't Let'em      | Gimpanzee         |
| 2018 | Six Pack          | Muscle Mass      | Åke Svanstedt     | Åke Svanstedt          | 1:49.1 | Crystal Fashion   | Met's Hall        |
| 2017 | Snowstorm Hanover | Muscle Massive   | Matt Kakaley      | Ron Burke              | 1:53.2 | Devious Man       | Lindy The Great   |
| 2016 | Marion Marauder   | Muscle Hill      | Scott Zeron       | Paula Wellwood         | 1:52.3 | Southwind Frank   | Bar Hopping       |
| 2015 | Pinkman           | Explosive Matter | Yannick Gingras   | Jimmy Takter           | 1:51.2 | Crescent Fashion  | French Laundry    |
| 2014 | Nuncio            | Andover Hall     | John Campbell     | Jimmy Takter           | 1:51.3 | Father Patrick    | Il Sogno Dream    |
| 2013 | Creatine          | Andover Hall     | Mike Lachance     | Robert Stewart         | 1:53.2 | All Laid Out      | Spider Blue Chip  |
| 2012 | My MVP            | Cantab Hall      | Mike Lachance     | Tony Alagna            | 1:53.0 | Appomattox        | Another Amaretto  |
| 2011 | Manofmanymissions | Yankee Glide     | David Miller      | Erv Miller             | 1:54.3 | Dejarmbro         |                   |
| 2010 | Wishing Stone     | Conway Hall      | George Brennan    | Dewayne Minor          | 1:51.2 | Lucky Chucky      | Break The Bank K  |
| 2009 | Muscle Hill       | Muscles Yankee   | Brian Sears       | Greg Peck              | 1:51.1 | Explosive Matter  | Tom Cango         |
| 2008 | Deweycheatumnhowe | Muscles Yankee   | Ray Schnittker    | Ray Schnittker         | 1:59.3 | Celebrity Secret  |                   |
| 2007 | Donato Hanover    | Andover Hall     | Ron Pierce        | Steve Elliott          | 1:50.1 | Arch Madness      | Green Day         |
| 2006 | Glidemaster       | Yankee Glide     | John Campbell     | Blair Burgess          | 1:51.3 | E L Mikko         | Make You Mine     |
| 2005 | Strong Yankee     | Muscles Yankee   | Brian Sears       | Trond Smedshammer      | 1:51.2 | Vivid Photo       |                   |
| 2004 | Windsong's Legacy | Conway Hall      | Trond Smedshammer | Trond Smedshammer      | 1:53.0 | Justice Hall      | Rocky Balboa      |
| 2003 | Mr. Muscleman     | Muscles Yankee   | Ron Pierce        | Noel Daley             | 1:53.3 | Power To Charm    | Incredible Hulk   |
| 2002 | Like a Prayer     | Lindy Lane       | Ron Pierce        | Brett Pelling          | 1:53.4 | Andover Hall      | Civil Action      |
| 2001 | Chasing Tail      | Donerail         | John Campbell     | Chuck Sylvester        | 1:53.0 | Dreamland's Chip  | Lavecster         |
| 2000 | Credit Winner     | American Winner  | Jim Meittinis     | Per K. Eriksson        | 1:54.1 | Fast Photo        | H P Paque         |
| 1999 | Self Possessed    | Victory Dream    | Mike Lachance     | Ron Gurfein            | 1:52.3 | Enjoy Lavec       | Davanti           |
| 1998 | Trade Balance     | Balanced Image   | David Wade        | David Wade             | 1:56.4 | Conway Hall       |                   |
| 1997 | Take Chances      | Super Bowl       | Wally Hennessey   | Jimmy Takter           | 1:58.4 | Shippmate Hanover | Lindy Lane        |
| 1996 | Running Sea       | Supergill        | Wally Hennessey   | Chuck Sylvester        | 1:56.1 | Super Ben         | Freezing Cold     |
| 1995 | CR Track Master   | Royal Troubador  | Mike Allen        | Carl Allen             | 1:55.2 | King Pine         | Giant Hit         |
| 1994 | Bullville Victory | Valley Victory   | John Campbell     | Per K. Eriksson        | 2:06.1 | Victory Dream     |                   |
| 1993 | Pine Chip         | Arndon           | John Campbell     | Chuck Sylvester        | 1:53.0 | American Winner   | Hi Noon Star      |
| 1992 | Armbro Keepsake   | Super Bowl       | John Campbell     | Chuck Sylvester        | 1:54.3 | Baltic Striker    | Giant Force       |
| 1991 | Whiteland Janice  | Nearly Perfect   | Mike Lachance     | Chuck Sylvester        | 2:00.4 | Somatic           |                   |
| 1990 | Star Mystic       | Mystic Park      | Jan Johnson       | Jan Johnson            | 1:55.3 | Jeanne's Somolli  |                   |
| 1989 | Peace Corps       | Baltic Speed     | John Campbell     | Tommy Haughton         | 1:54.2 | Demilo Hanover    | Flying Irishman   |
| 1988 | Huggie Hanover    | Florida Pro      | Ron Waples        | Ron Waples             | 1:55.0 | Firm Tribute      | Supergill         |
| 1987 | Napoletano        | Super Bowl       | Bill O'Donnell    | Tommy Haughton         | 1:57.3 | Mack Lobell       | Waikiki Beach     |
| 1986 | Sugarcane Hanover | Florida Pro      | Ron Waples        | James W. Simpson       | 1:55.2 | Victorious Tail   | Royal Prestige    |